# Бєльцький тролейбус
Бєльцький троле́йбус — (рум. Regia Transport Electric Bălţi — тролейбусна система у північній частині Молдови в місті Бєльці. Діє з 26 червня 1972 року. Одна з двох діючих тролейбусних систем у Молдові, не враховуючи Придністров'я.
Оператором системи є Муніципальне підприємство «Бєльцьке тролейбусне управління» (МПТУ).

## Історія
Бєльцький тролейбус є одним з найважливіших видів міського громадського транспорту міста Бєльці.
26 серпня 1972 року було створено «Тролейбусне управління міста Бєльці».
Перший тролейбусний маршрут від мікрорайону «Молодова» до автовокзалу (завдожки 15 км), був відкритий 26 червня 1972 році.  У перший рік роботи тролейбусів у Бєльцях вулицями курсували 20 машин ЗіУ-5Д.
На початку 1990-х років міська тролейбусна мережа налічувала 3 маршрути, загальною протяжністю 40 км, тролейбусне господарство міста налічувало 90 тролейбусів . 
У 1992 році «Тролейбусне управління міста Бєльці» було реорганізовано у Муніципальне підприємство «Бєльцьке тролейбусне управління».
Перше оновлення парку відбулося у 2002 році, були придбані тролейбуси Škoda 14Tr13/6M, наступним оновленням стало придбання 3 тролейбусів АКСМ-20101 (виробництва «Белкомунмаш») впродовж 2004—2005 років. 
У 2008 році парк був оновлений 7 новими машинами ВМЗ-5298.00 (ВМЗ-375) «Авангард»
2013 року Європейським банком реконструкції та розвитку (ЄБРР) був виданий кредит на загальну суму 3000000 євро на закупівлю 23 нових тролейбусів. Також ЄБРР виділив грант у 1600000 євро для поліпшення інфраструктури муніципального підприємства «Бєльцьке тролейбусне управлінняк» . У 2014 році на ці гроші були придбані 23 нових машини моделі БКМ-321.
Впродовж 2015 року пасажиропотік склав 12 млн пасажирів (він виріс на 29%, в порівнянні з 2014 роком).

## Маршрути

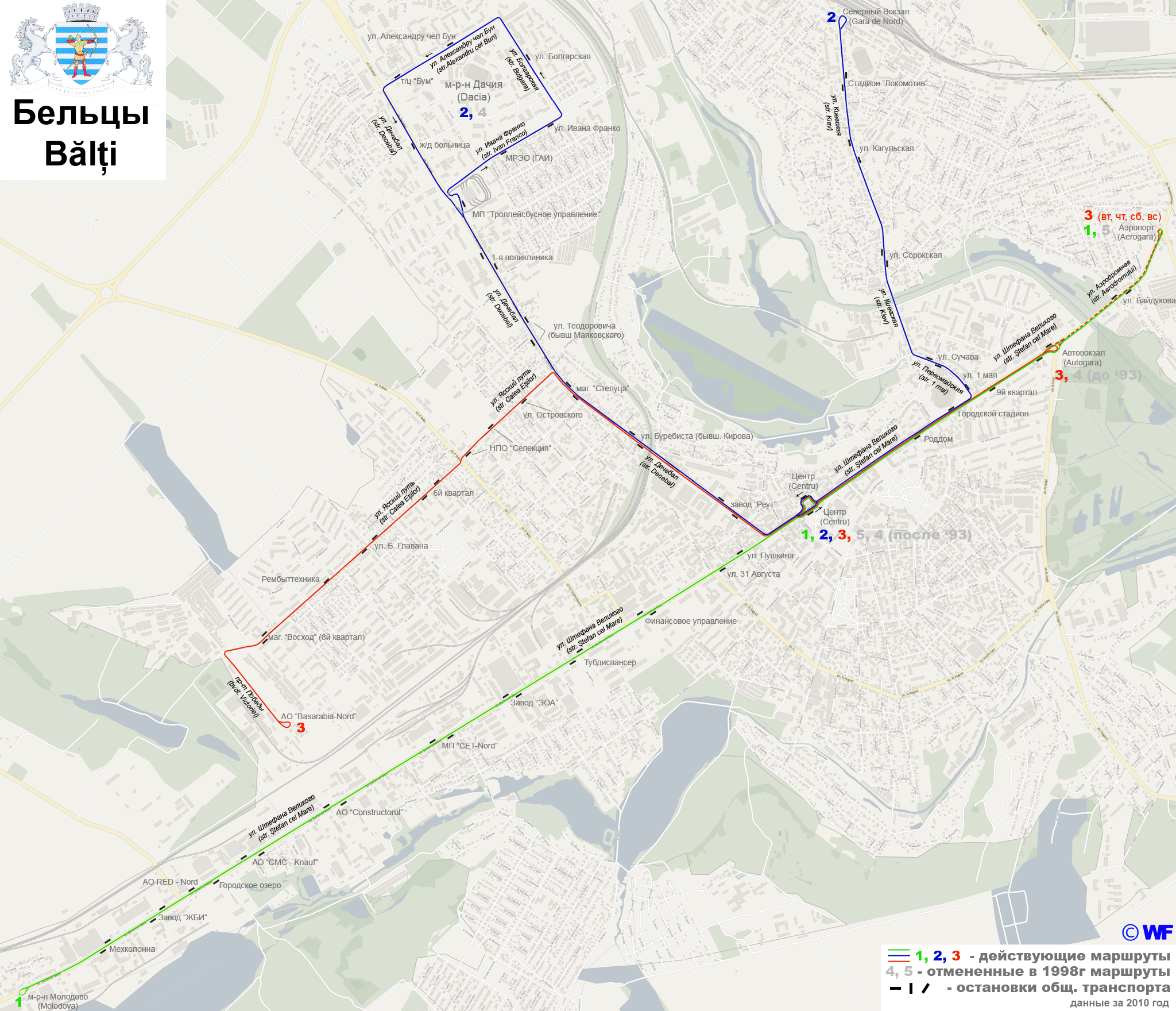
Схема тролейбусних маршрутів, (2010)

На теперішній час діють 4 тролейбусних маршрути, всі з яких проходять через центр міста, з'єднуючі з ним всі вокзали міста. Час роботи маршрутів з 05:30 до 21:00.
Експлуатаційна довжина тролейбусної мережі налічує 64,68 кілометра.
Середня експлуатаційна швидкість руху тролейбусів на маршрутах становить 35-40 км/год.
Мережа забезпечується чотирма тяговими електричними підстанціями. Джерелом енергопостачання є загальна енергосистема муніципія.
| Перелік тролейбусних маршрутів в місті Бєльці | Перелік тролейбусних маршрутів в місті Бєльці       | Перелік тролейбусних маршрутів в місті Бєльці | Перелік тролейбусних маршрутів в місті Бєльці | Перелік тролейбусних маршрутів в місті Бєльці                            |
| №                                             | Пункт відправлення                                  | Пункт прибуття                                | Протяжність, км                               | Примітки                                                                 |
| --------------------------------------------- | --------------------------------------------------- | --------------------------------------------- | --------------------------------------------- | ------------------------------------------------------------------------ |
| 1                                             | Мікрорайон «Молодово»                               | Автовокзал                                    | 7,41                                          |                                                                          |
| 2                                             | Північний вокзал (рум. Basarabia Nord-Gara de nord) | Мікрорайон «Дачія»                            | 8,27                                          |                                                                          |
| 3                                             | АТ «Basarabia Nord»                                 | Автовокзал                                    | 7,83                                          | З 06:00 до 09:00 прямує до Аеропорту                                     |
| 4                                             | Мікрорайон «Дачія»                                  | Аеропорт                                      |                                               | Скасований 1998 року                                                     |
| 5                                             | Центр                                               | Аеропорт                                      |                                               | Скасований у 1998 році                                                   |
| 5                                             | Північний вокзал (рум. Basarabia Nord-Gara de nord) | АТ «Basarabia Nord»                           | 8,83                                          | Працює з 2014 року                                                       |
| Додаткові тролейбусні рейси                   |                                                     |                                               |                                               |                                                                          |
|                                               | Мікрорайон «Дачія»                                  | Аеропорт                                      |                                               | Через вул. Дечебал, вул. Штефан чел Маре                                 |
|                                               | М'ясокомбінат                                       | Північний вокзал                              |                                               |                                                                          |
|                                               | М'ясокомбінат                                       | Мікрорайон «Дачія»                            |                                               | Через вул. Каля Ешилор, вул. Дечебал, вул. Івана Франка, вул. Болгарська |

## Рухомий склад
На балансі підприємства перебувають наступні тролейбуси:
| Пасажирський рухомий склад станом на 01.01.2019 | Пасажирський рухомий склад станом на 01.01.2019 | Пасажирський рухомий склад станом на 01.01.2019 |
| Модель                                          | Кількість, шт.                                  | Роки експлуатації                               |
| ----------------------------------------------- | ----------------------------------------------- | ----------------------------------------------- |
| БКМ 321 «Сябар»                                 | 23                                              | 2014 — понині                                   |
| ВМЗ-5298.00 (ВМЗ-375)                           | 7                                               | 2008 — понині                                   |
| БКМ 20101                                       | 3                                               | 2004 — понині                                   |
| ЗіУ-682В                                        | 3                                               | 1979 — понині                                   |
| ЗіУ-682В-012 [В0А]                              | 2                                               | 1988 — понині                                   |
| ЗіУ-682Г [Г00]                                  | 2                                               | 1991 — понині                                   |
| ЗіУ-683В01                                      | 1                                               | 1992 — понині                                   |
| Škoda 14Tr13/6M                                 | 1                                               | 2002 — понині                                   |
| Всього:                                         | 42                                              |                                                 |

## Вартість проїзду
Оплатити проїзд необхідно протягом однієї зупинки. Вартість разового квитка в тролейбусах із 1.01.2025 р. становить 6,00 леїв.
Вартість місячного проїзного становить 300 леїв, для студентів — 150 леїв, для школярів 5–11 класів — 100 леїв; школярам 1–4 класів оформлюється безкоштовний проїзний.

## Галерея

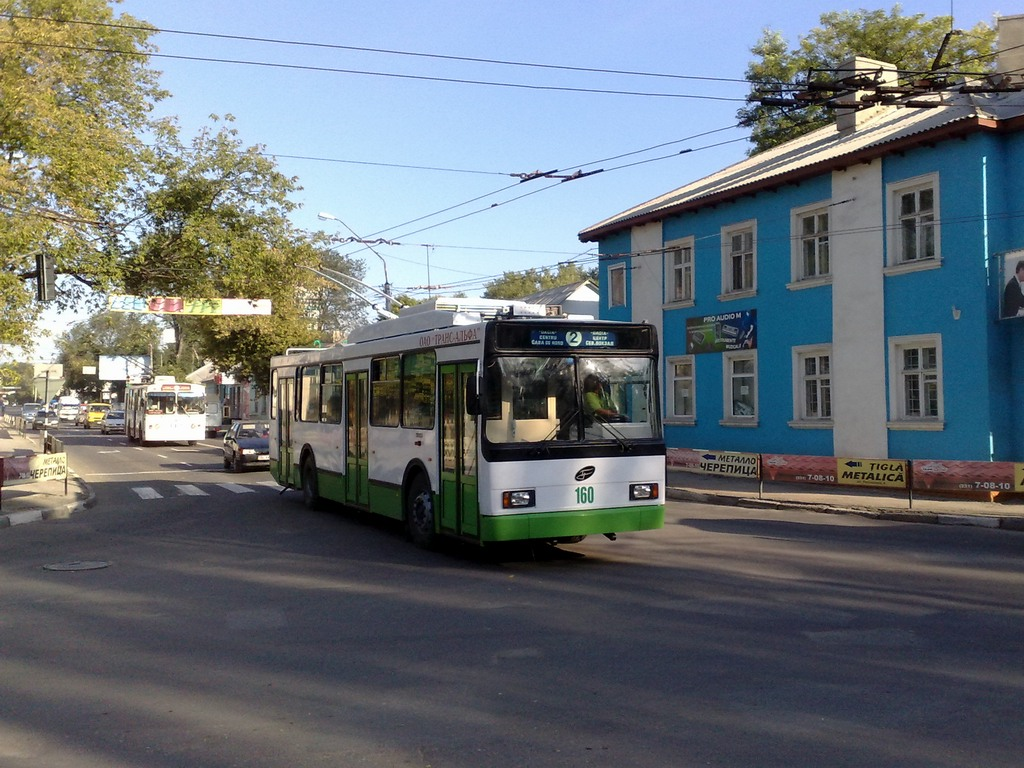
ВМЗ-5298.00 (ВМЗ-375)
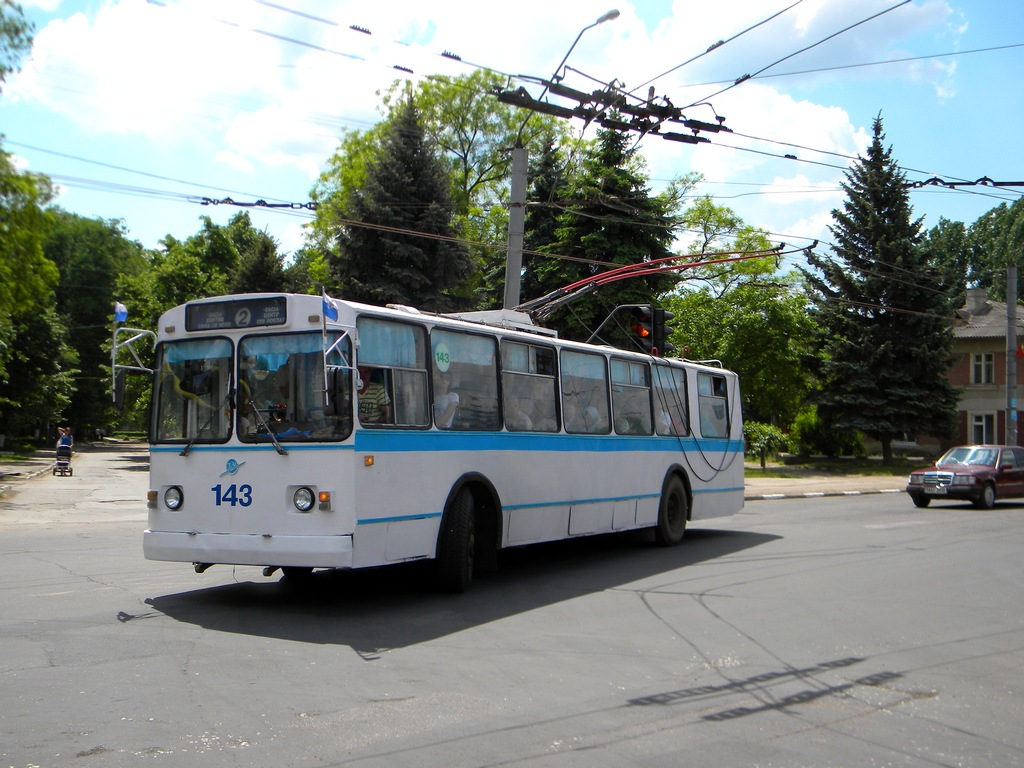
ЗіУ-682Г [Г00]
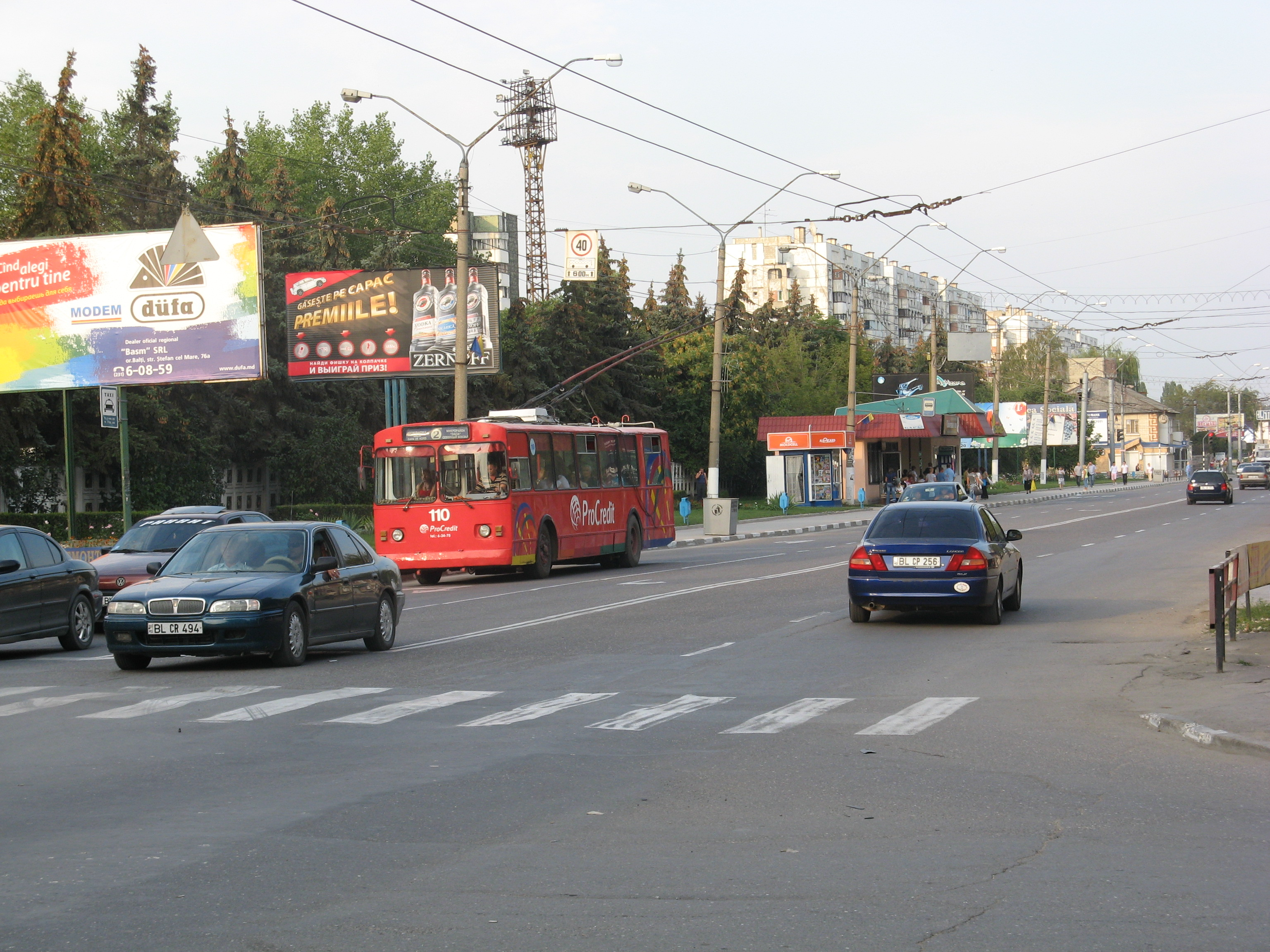
ЗіУ-682В